# Okřehek menší
Okřehek menší (Lemna minor), lidově žabinec, je druh jednoděložné rostliny z čeledi árónovité (Araceae). Starší systémy ho řadí do samostatné čeledi okřehkovité (Lemnaceae).

## Popis
Jedná se o extrémně redukovanou vodní rostlinu, která je volně plovoucí na hladině, je víceméně jednoletá (alespoň v mírném a chladném pásu), jednodomá s jednopohlavnými květy. Celá lodyha má „stélkovitý tvar“, „stélka“ je drobná, cca 1,5-2, vzácněji až 5 mm v průměru, vejčitá až eliptická. Listy zcela chybí, někteří autoři považují „stélku“ za list. Kořeny jsou přítomny, na každou „stélku“ připadá jen 1 kořen. Tím se liší od závitky mnohokořenné, u které připadá na 1 „lístek“ 7-21 kořenů. „Lístky“ jsou většinou světle zelené, na rozdíl od okřehku červeného obsahují jen vzácně červenou barvu, a když tak jen málo u báze kořínku či v zimě drobné skvrny na svrchní straně. „Lístek“ je víceméně plochý, nikoliv na spodní straně výrazně vypouklý jako u okřehku hrbatého. Turiony vždy chybějí. Vegetativní rozmnožování vysoce převažuje nad pohlavním a rostliny vytvářejí rozsáhlé kolonie, okřehek menší kvete jen velmi vzácně. Květy jsou v redukovaných květenstvích obsahujících většinou 3 květy, květenství je uzavřeno v drobném toulcovitém membránovitém listenu. Okvětí chybí. Samčí květy jsou v květenství většinou 2 a jsou redukované na 1 tyčinku. Samičí květ je redukován na gyneceum, které je zdánlivě složené z jednoho plodolistu, zdánlivě monomerické (snad by mohlo být interpretováno jako pseudomonomerické), semeník je svrchní. Plod je suchý, nepukavý měchýřek, obsahující 1-5 semen.

## Rozšíření ve světě
Okřehek menší je rozšířen na vhodných lokalitách skoro po celém světě, chybí v Antarktidě a vysoké Arktidě, v Austrálii a na Novém Zélandu je patrně nepůvodní.

## Rozšíření v Česku
V ČR je to jedna z nejhojnějších vodních rostlin (obývá stojaté a pomalu tekoucí vody), vyskytuje se od nížin do hor. Často vytváří monodominantní společenstva, kdy okřehek menší pokrývá (někdy spolu s dalšími okřehkovitými) celou vodní hladinu. Společenstvo s dominancí okřehku menšího je popisováno jako as. Lemnetum minoris Müller et Görs ze sv. Lemnion minoris Tüxen 1955. Hojný je však i v mnoha dalších společenstvech vodních rostlin.

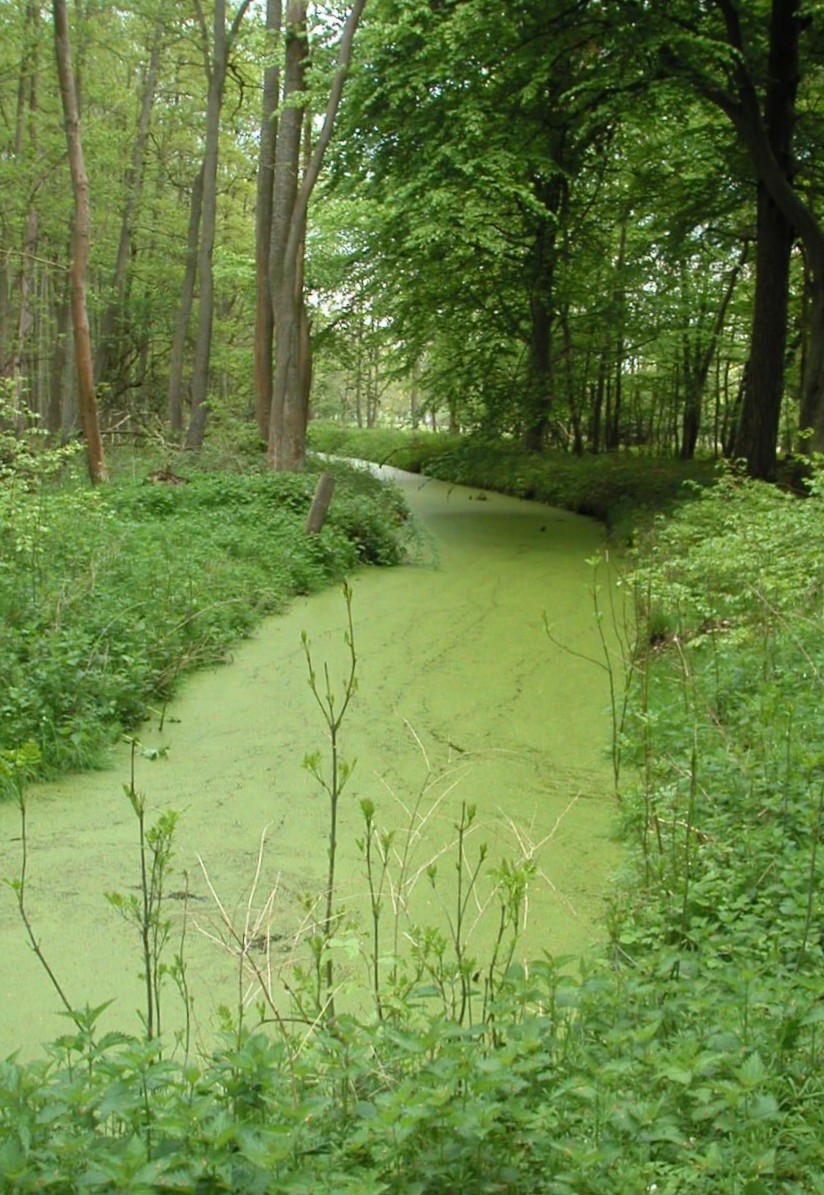
Hladina zarostlá okřehkem menším